# روث إف. ألين
روث إف. ألين (بالإنجليزية: Ruth F. Allen)‏ هي أستاذة جامعية وعالمة نبات أمريكية، ولدت في 1879 في ستورغون باي في الولايات المتحدة، وتوفيت في 1963.